# Marionina achaeta
Marionina achaeta är en ringmaskart som först beskrevs av Hagen 1954, och fick sitt nu gällande namn av emend. Lasserre 1964. Marionina achaeta ingår i släktet Marionina och familjen småringmaskar. Arten är reproducerande i Sverige. Inga underarter finns listade i Catalogue of Life.